# Цейтлин, Борис Ильич
Борис Ильич Цейтлин (род. 1945) — советский и российский театральный режиссёр, лауреат Государственной премии России (1992).

## Биография
Борис Цейтлин родился 12 сентября 1945 в Ленинграде в семье фармацевтов.
Учился в ЛГИТМиК, окончил институт в 1975 году.
В 1992 году за спектакль «Погром» по мотивам романа Бориса Васильева «И был вечер, и было утро» в Казанском театре юного зрителя удостоен Государственной премии России
В 1996 году был удостоен национальной премии «Золотая маска» в составе творческой группы за спектакль «Буря» (лучший спектакль драмы).

## Творчество
- 1974 — «Мэри Поппинс» (по повести П. Трэверс),художник-постановщик Шавловский С.С., Красноярский ТЮЗ
- 1975 — «Женитьба» (Н. В. Гоголь), художник-постановщик Шавловский С.С., Красноярский ТЮЗ
- 1976 — «Обыкновенное чудо» (Е. Шварц), Куйбышевский ТЮЗ

### Орловский государственный областной театр юного зрителя
- 1977 — «Третья ракета» (по повести В. Быкова)
- 1977 — «Стеклянный зверинец» (Т. Уильямс)
- 1978 — «Алые паруса» (по повести А. Грина)
- 1981 — «Конек-Горбунок» (по сказке П. Ершова)
- 1982 — «Сотворившая чудо» (У. Гибсон)
- 1982 — «Много шума из ничего» (У. Шекспир)
- 1978 — «Свободная тема» (А. Чхеидзе), Ленинградский театр им. Ленсовета
- 1978 — «Что тот солдат, что этот» (Б. Брехт), Вологодский областной театр юного зрителя
- 1979 — «Двенадцатая ночь» (У. Шекспир), Вологодский областной театр юного зрителя
- 1980 — «Не был, не участвовал, не состоял» (Ю. Макаров), Омский государственный академический театр драмы
- 1980 — «Карьера Артуро Уи» (Б. Брехт), Орловский государственный академический театр им. И. С. Тургенева
- 1980 — «Счастье мое» (А. Червинский), Липецкий государственный академический театр драмы им. Л. Н. Толстого
- 1983 — «Голый король» (Е. Шварц), Брянский областной театр юного зрителя
- 1984 — «История одного покушения» (С. Лунгин, И. Нусинов), Брянский областной театр юного зрителя
- 1988 — «Антоний и Клеопатра» (У. Шекспир), Татарский государственный академический театр драмы им. Г. Камала

### Казанский театр юного зрителя
- 1988 — «Дракон» Е. Шварц
- 1988 — «Звезды на утреннем небе» А. Галин
- 1989 — «Алые паруса» А. Грин      "Техника грёзы" [Е.Харитонов, "Дзынь"]
- 1989 — «Мать Иисуса» А. Володин
- 1990 — «Погром» (по повести Б. Васильева «И был вечер, и было утро»)
- 1991 — «Панночка» («Бесовщина») Н. Садур
- 1991 — «Добрый человек из Сычуани» Б. Брехт
- 1992 — «Неугомонный дух» Н. Коуард
- 1993 — «Полуночный обряд» («Синяя Борода») М. Бартенев
- 1994 — «Буря» У. Шекспир
- 1994 — «Ромео и Джульетта» (У. Шекспир), Ленинградский Государственный театр им. Ленинского Комсомола (сейчас — «Балтийский дом»)
- 1997 — «Двенадцатая ночь» (У. Шекспир), Вторая редакция, Екатеринбургский театр юного зрителя
- 1998 — «Неточка Незванова» (по повести Ф. М. Достоевского), совместный проект Казанского молодёжного театра и Театра на Амстеле (Амстердам)
- 1998 — «Мама, я люблю тебя» (по повести У. Сарояна), Антреприза О. Березкина, Москва
- 1998 — «С любимыми не расставайтесь» (А. Володин), Рижский театр русской драмы
- 1999 — «Похождения Буратино» (по А. Толстому), Московский театр юного зрителя
- 2000 — «Ангел приходит в Вавилон» (Ф. Дюрренматт), Томский драматический театр
- 2001 — «Куба — любовь моя» (М. Бартенев), Томский драматический театр
- 2002 — «Летят журавли» (В. Розов), Новосибирский государственный академический театр «Красный факел»
- 2003 — «Человек из Ламанчи» (Д. Вассерман, Д. Дэрион, М. Ли), совместный проект Магнитогорский драматический им. А. Пушкина и Магнитогорская государственная консерватория
- 2004 — «Очень простая история» (М. Ладо), Омский государственный драматический "Пятый театр"
- 2004 — «Пиквикский клуб» (по Ч. Диккенсу), Омский государственный академический театр драмы
- 2004 — «Августовские киты» (Д. Берри), Свердловский академический театр драмы
- 2005 — «Лирическая хроника» (по прозе Б. Окуджавы), Пермский академический театр драмы
- 2005 — «Завтра была война» (по одноимённой повести Б. Васильева), Омский государственный драматический "Пятый театр"
- 2006 — «Театр» (М. Фрейн), Ульяновский театр драмы
- 2006 — «Шалый, или Все невпопад» (Ж.-Б. Мольер), Орловский государственный театр для детей и молодёжи «Свободное пространство»
- 2007 — «Разведённые мосты» (Т.Москвина), Омский государственный драматический "Пятый театр"
- 2007 — «Сон в летнюю ночь» (импровизации на темы У. Шекспира), Пермский академический театр драмы
- 2007 — «Барышня-крестьянка» (импровизация по А. С. Пушкину), Московский областной государственный театр юного зрителя
- 2008 — «Кураж» (по Б. Брехту), Орловский государственный театр для детей и молодёжи «Свободное пространство»
- 2009 — «Королева красоты» (М. МакДонах), Театр драмы Карелии «Творческая мастерская»
- 2009 — «Лес» (А. Н. Островский), Пермский театр юного зрителя
- 2011 — «Географ глобус пропил» (по рассказу А. Иванова), Красноярский молодёжный театр
- 2011 — «Сон в летнюю ночь» (У. Шекспир), Вторая редакция, Новосибирский государственный драматический театр «Старый дом»
- 2019 — «Похождения Оли Цинкобуровой» (О. Куйвясмяки), БДТ
- 2015 -     "Любовь. Письма" (Герни)  Театр драмы Карелии «Творческая мастерская»
- 2022 -     "Вся наша маленькая жизнь" (О. Цейтлин по Исигуро Кадзуо) Театр драмы Карелии «Творческая мастерская»